# Demons de Northwestern State
Les Demons de Northwestern State (en anglais : Northwestern State Demons) ou Lady Demons de Northwestern State (en anglais : Northwestern State Lady Demons) est la dénomination du club omnisports universitaire de l'université d'État Northwestern située à Natchitoches en Louisiane.
Ses équipes sportives (5 masculines et 7 féminines) sont membres de la Southland Conference et participent aux compétitions sportives organisées par la National Collegiate Athletic Association au sein de la Division I, son équipe de football américain évoluant en NCAA Division I Football Championship Subdivision (FCS).
Les Demons de Northwestern State étaient auparavant membres de la Southern Intercollegiate Athletic Association (en) (SIAA) (1928–1941).
Les couleurs officielles de l'université sont le mauve, le blanc et l'orange (  ) tandis que sa mascotte est dénommée Vic the Demon (en).

## Sports représentés
| Hommes (5)                                  | Femmes (7)        |
| ------------------------------------------- | ----------------- |
| Athlétisme †                                | Athlétisme †      |
| Baseball                                    | Basketball        |
| Basketball                                  | Cross country     |
| Cross country                               | Football (soccer) |
| Football américain                          | Softball          |
|                                             | Tennis            |
|                                             | Volley-ball       |
| † – Athlétisme en salle et/ou en plein air. |                   |